# Leo Weilenmann
Pour les articles homonymes, voir Weilenmann.
Leo Weilenmann, né le 29 septembre 1922 à Zurich et mort le 6 janvier 1999 dans la même ville, est un coureur cycliste suisse. Professionnel de 1945 à 1952, il a notamment remporté le Championnat de Zurich en 1945 et compte deux participations au Tour de France. Son frère Gottfried est également coureur professionnel durant la même période.

## Palmarès
- 1941
  - 2e du Championnat de Suisse sur route amateurs
- 1943
  -  Champion de Suisse de poursuite amateurs
- 1944
  -  Champion de Suisse de poursuite amateurs
  - 2e du Championnat de Suisse sur route amateurs
- 1945
  - Championnat de Zurich
  - 2e du championnat de Suisse de poursuite
  - 3e du championnat de Suisse sur route
- 1946
  - Champion de Suisse de poursuite
- 1947
  - Neuchâtel-Genève
  - 2e du Tour du Nord-Ouest
  - 3e du Tour des Quatre Cantons
- 1948
  - 2e du championnat de Suisse de poursuite
- 1949
  - 2e du championnat de Suisse de poursuite
  - 2e du Tour des Quatre Cantons
  - 3e du Tour du Nord-Ouest
- 1952
  - 3e du Grand Prix du Locle

## Résultats sur les grands tours

### Tour de France
2 participations 
- 1947 : 52e
- 1951 : 60e

### Tour d'Italie
1 participation 
- 1950 : 74e